# Антуриум жильчатый
Антуриум жильчатый (лат. Anthurium clarinervium) — вид растений рода Антуриум (Anthurium) семейства Ароидные (Araceae), произрастающий на территории мексиканского штата Чьяпас.
Популярное комнатное растение с темно-зелеными бархатистыми сердцевидными листьями, украшенными светлыми прожилками.

## Описание
Anthurium clarinervium Matuda, первое упоминание в Anales Inst. Biol. Univ. Nac. México 22: 375 (1952).

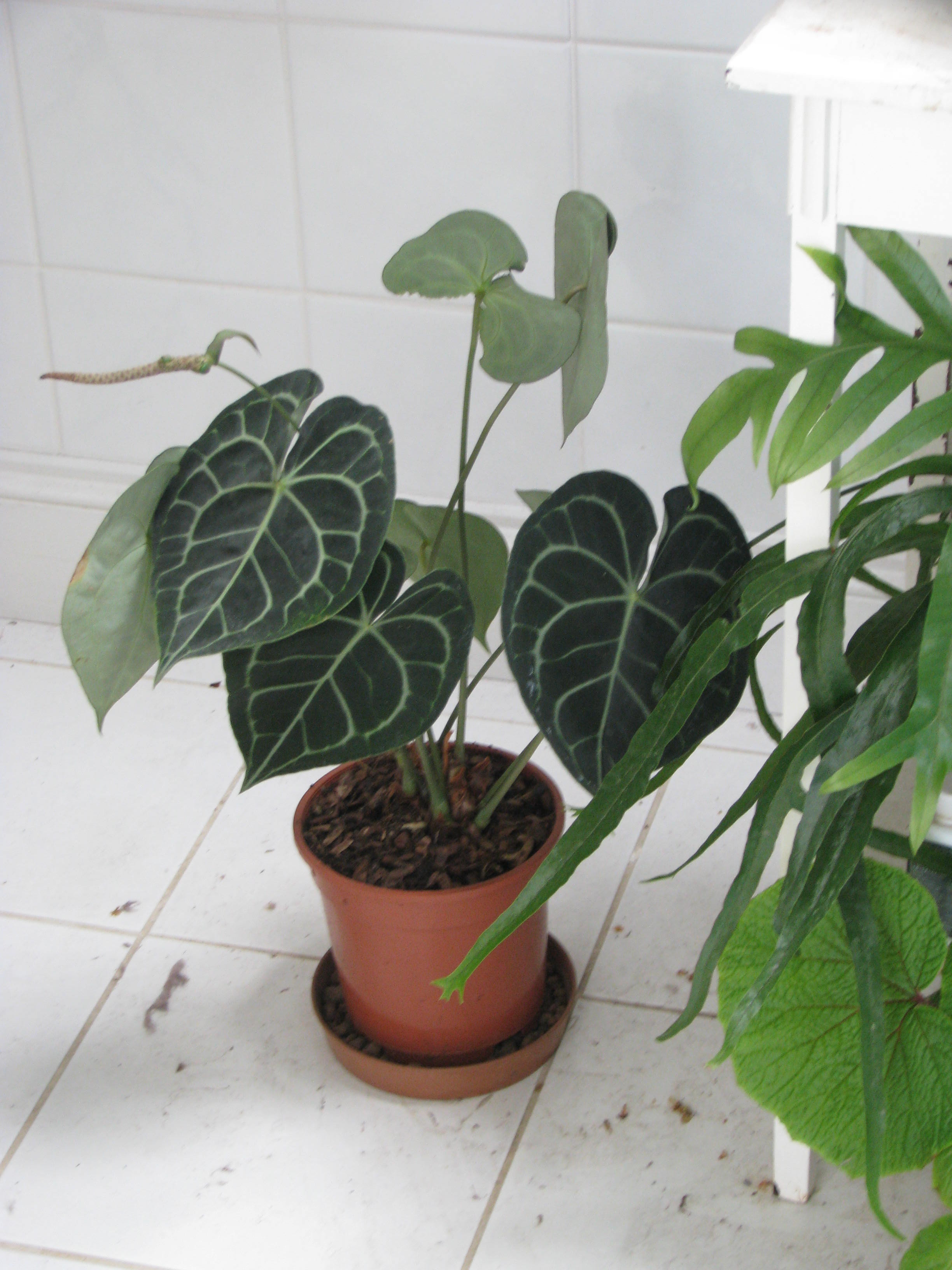
В культуре

Растение имеет высоту около 40-65 см, а ширина может колебаться от 50 до 100 см. Листья обычно достигают размера около 20-25 см.

## Выращивание
Антуриум жильчатый предпочитает яркий рассеянный свет. Рекомендуется поливать растение после того, как верхний слой почвы высохнет на 80 % для избежания переувлажнения и гниения. Оптимальная влажность находится в среднем и высоком диапазоне, и при повышенной влажности полив проводится реже. Идеальная температура составляет от 18 °C до 26 °C. Рекомендуется использовать хорошо дренируемую органическую почву с добавлением перлита и небольшого количества кусков коры среднего размера. Для поддержания растения в хорошем состоянии, рекомендуется применять сбалансированное органическое удобрение раз в месяц весной и летом. При пересадке в более крупный горшок следует обеспечить достаточное пространство для корней, используя почвенную смесь хорошего качества с добавлением перлита и стружки коры. Лучший способ размножения — деление корня.

## Токсичность
Известно, что данные растения могут вызывать расстройство желудка и раздражение рта, если их употреблять в пищу. Рекомендуется хранить их в месте, недоступном для домашних животных и детей.